# Carol Martel de Anjou
Carol Martel de Anjou (n. 15 septembrie 1271, Napoli, Regatul Siciliei – d. 12 august 1295, Napoli, Regatul Neapolelui) a fost cel mai mare fiu al regelui Carol al II-lea al Neapolelui și al Mariei de Ungaria, fiica regelui Ștefan al V-lea al Ungariei.
La vârsta de 18 ani, Carol Martel a fost desemnat de către papa Nicolae al IV-lea ca rege titular al Ungariei (1290–1295) fiind succesor prin unchiul mamei al regelui Ladislau al IV-lea al Ungariei, împotriva căruia papa declarase cruciadă. 
Nu a reușit niciodată să fie rege în Ungaria, unde a condus efectiv un membru al dinastiei Arpadiene, vărul său, Andrei al III-lea al Ungariei.
Carol Martel a murit de ciumă în Napoli. Fiul său, Carol Robert, i-a succedat la tronul Ungariei.